# Triple S
Triple S war ein deutsches Tanzprojekt im Eurohouse-Stil, bestehend aus Michael Simon, Shahin Moshirian und Stephan Browarczyk. Das Projekt wurde auch unter dem Namen Clubspeakers bekannt, unter dem Musik im Genre Hard Trance produziert wurde.
Das Projekt debütierte 1997 als Triple S mit der Single Keep Your Head. Es folgte die Single Whoomp! (There It Is) im Jahr 1998. 1999 veröffentlichten sie ihren ersten Club-Hit Fly With Me - 21st Century, der es in die deutschen Charts schaffte und dort Platz 81 belegte. Im Anschluss an den Erfolg des Tracks erhalten Triple S Verträge mit großen Unternehmen wie Kontor Records und Vale Music. Die Single wurde in Deutschland, Spanien, Schweden und Italien veröffentlicht.
Die nächste Veröffentlichung der Band war die Single Have You Ever... im Jahr 2001 veröffentlicht unter dem Namen Clubspeakers. Nach der Veröffentlichung des Titels in verschiedenen Alben und Kompilationen im Jahr 2002 gelang ihm ein Erfolg. Die Single erreichte die deutschen Charts und hielt dort 1 Wochen durch und belegte Position 76.

## Diskografie

### Singles

#### Als Triple S
- 1997: Keep Your Head
- 1998: Whoomp! (There It Is)
- 1999: Fly With Me – 21st Century

#### Als Clubspeakers
- 2001: Have You Ever...

### Remixe
- 1997: Scooter – The Age Of Love (Triple S Funky Remix)
- 1997: Boys-R-Us – Singin’ In My Mind (Triple S Remix)
- 1998: Adeva – Been Around (Triple S Remix)
- 1998: Blümchen – Ich Bin Wieder Hier (Triple S. Remix)
- 1998: Beatbox feat. Rael – Let The Music Play (Triple S Mellow Mix)
- 1998: Tyrone – Mama Used To Say (Triple S Remix)
- 1999: D.O.N.S. – Jack To The Sound Of The Underground (Triple S. Mix)
- 1999: Alex Prince – Whatever (Triple-S Dance Mix)
- 1999: Ray Horton – I Cry (Triple-S Dance Mix)
- 2002: Cooperation X – Higher & Higher (Be A Champ) (Clubspeakers Remix)